# Wignall Peak
Wignall Peak är en bergstopp i Antarktis. Den ligger i Östantarktis. Australien gör anspråk på området. Toppen på Wignall Peak är 1 302 meter över havet.
Terrängen runt Wignall Peak är huvudsakligen platt, men österut är den kuperad. Trakten är obefolkad. Det finns inga samhällen i närheten. 